# Josep Crivillé i Bargalló
Josep Crivillé i Bargalló (Barcelona, 17 d'agost de 1947 - 21 d'abril de 2012) va ser etnomusicòleg i compositor. Estudià al Conservatori de Barcelona, d'on fou també professor d'etnomusicologia i de cant gregorià, i a la Universitat de la Sorbona de París amb Marcel-Dubois. Fou membre de la Societat Internacional de Musicologia i de la Societat Catalana de Musicologia. A partir de l'any 1987 va iniciar una col·laboració amb el Centre de Promoció de la Cultura Popular i Tradicional Catalana del Departament de Cultura de la Generalitat de Catalunya per tal de publicar diversos enregistraments de la tradició oral de diferents parts de la geografia catalana. És aquí on va fundar la Fonoteca de Música Tradicional.
Com a compositor va publicar diverses obres per a cor, piano, cambra i orquestra, entre les quals destaca per la seva popularitat entre les corals del nostre país l'obra Dona'm la mà, a partir d'un poema de Joan Salvat-Papasseit

## Publicacions
- Música tradicional catalana, en 4 volums. Ed. Clivis (Barcelona 1981-2007)[6]
- El Folklore Musical, 7è volum de la "Historia de la música española". Alianza musical (Madrid, 1983)[7]
- Cancionero popular de La Rioja, dins de "Cancionero popular español". Consejo Superior de Investigaciones Científicas i Gobierno de La Rioja (Barcelona, 1987)[8]